# آهوی داما
آهوی داما یا غزال ابلق (نام علمی: Nanger dama) نام یک گونه از زیرخانواده شاخ‌درازیان است.

## نگارخانه

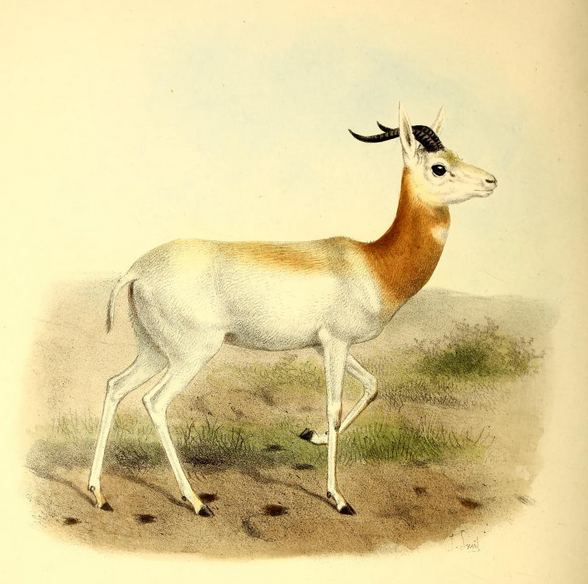
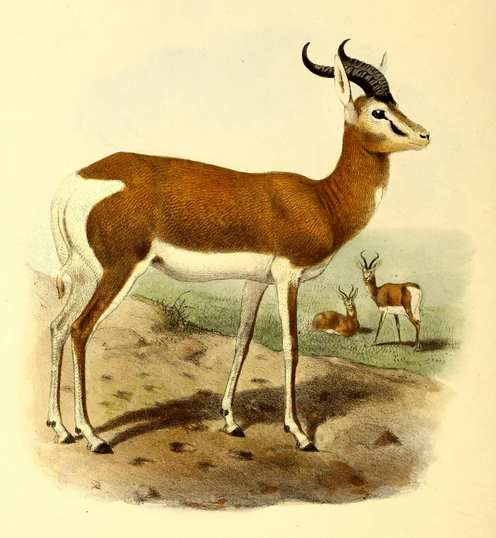